# Wilmot N. Hess
Pour les articles homonymes, voir Hess.
Wilmot N. Hess (16 octobre 1926 - 16 avril 2004) était un physicien américain qui a participé à de nombreux projets scientifiques ambitieux du XXe siècle, notamment : l’Opération Plowshare, le programme Apollo de la NASA, la recherche de la National Oceanic and Atmospheric Administration (NOAA) sur les ouragans et  sur le nettoyage des déversements d'hydrocarbures, pour le National Center for Atmospheric Research (NCAR), sur la recherche des modifications des conditions météorologiques, et le projet du Département américain of Energy Superconducting Super Collider (SSC). Le Dr Hess a pris sa retraite en tant que directeur associé du département américain de l'Énergie, dont il a été élu pour la première fois en 1976. Hess vivait en Californie et est décédé le 16 avril 2004 à l'âge de 77 ans des suites d'une leucémie. 

## Biographie

### Enfance et éducation
Hess est né le 16 octobre 1926 à Oberlin, en Ohio, de Walter et Rachel (Metcalf) Hess. La famille a déménagé à Clinton, NY, où il a grandi pendant la Grande Dépression. Il a fait son primaire dans une école à classe unique avec seulement trois élèves dans sa classe, mais beaucoup d'occasions de « sauter des étapes » en raison des groupes d'âge mélangés.
Hess a obtenu son BSc en génie électrique à l'Université Columbia en 1946 à l'âge de 19 ans. Dans sa biographie « Wilmot's World », il dit: « J'ai passé le test pour entrer dans le programme V-12 du Navy College… Nous avions des exercices militaires et portions des uniformes de la US Navy, mais c’était surtout aller à l’Université. La première entrée dans notre journal de bord était : USS Hartley Hall amarré en toute sécurité au coin de Broadway et 116e rue…  . Le commodore en charge de tous les achats de marine avait son bureau dans notre immeuble et nous, les apprentis marins, veillions près de sa porte. À 16 heures, nous devions entrer et dire (avec un visage impassible) : "Monsieur, il est indiqué qu'il est 1600. Les feux sont éteints et les prisonniers sont à terre. "» Si vous aviez souri pendant la présentation, vous courriez le risque d'être jeté au cachot.
Hess fut ensuite le 87e de sa lignée familiale à aller à l’Oberlin College, où il a obtenu sa Maîtrise en physique en 1949. Il a ensuite fréquenté l'Université de Californie à Berkeley où il a obtenu son PhD en physique en 1954.

### Carrière
Hess a connu plusieurs jalons dans sa carrière :
- 1954 - Laboratoire national Lawrence Livermore où il travaille au développement des armes nucléaires avec déplacements fréquents vers le site d'essai du Nevada ;
- 1957 - Radiation Lab à Berkeley, pour travailler au bevatron et sur l'équipe de physique de la santé ;
- 1959 - Directeur de l'Opération Plowshare (utilisations pacifiques des bombes atomiques) à Livermore. Conseiller technique à la Conférence sur l'interdiction des essais nucléaires à Genève ;
- 1961 - Directeur de la division théorique de la NASA où il mesure le rayonnement cosmique de neutrons, et est le premier à en tirer leur spectre énergétique. Dans Wilmot's World il dira : « J'ai toujours ressenti un peu comme une fraude en tant que directeur de la division théorique, n'étant pas vraiment un théoricien. » ;
- Centre de vol spatial Goddard qu'il décriva dans Wilmot's World :  « Mes années chez Goddard ont été très heureuses et productives. Le programme spatial n'avait que quelques années. J'ai organisé une série de séminaires du vendredi après-midi sur la recherche spatiale. Presque chaque semaine on entendais parler de quelque chose de nouveau de l'espace. Le directeur de Goddard était un ingénieur aéronautique, Harry Goett. C'était un homme bien avec une formation de chercheur qui nous a donné beaucoup de liberté… Mes propres recherches portaient sur les ceintures de Van Allen. (Nous avons développé) une théorie pour expliquer comment les protons solaires pouvaient diffuser vers l'intérieur et gagner de l'énergie dans le champ magnétique terrestre. Cela a expliqué quantitativement observations de Leo Davis sur les protons. » ;
- 1966 - Directeur de la science et des applications du programme Apollo, à Houston ;
- 1969 - Directeur des laboratoires de recherche de la National Oceanic and Atmospheric Administration (NOAA) à Boulder, CO. ;
- 1980-1986 - Directeur du National Center for Atmospheric Research (NCAR) à Boulder, CO. ;
- 1986 - Directeur du programme de haute énergie et de physique nucléaire au Department of Energy (DOE), Washington, DC ;
- 1996 - Retraite.

Il décrira sa carrière ainsi dans Wilmot's World : « J'ai beaucoup aimé me promener entre les sciences spatiales, la météorologie et l'océanographie, changer de domaine chaque décennie. Je pense que c'était beaucoup plus amusant que de rester au même endroit et de faire une chose toute ma vie… » " 

### Vie personnelle
Wilmot Hess épousé Winifred Esther (Westher) Lowdermilk en juin 1950, pendant sa première année d'études supérieures à l’Université de Californie à Berkeley. Ils ont eu trois enfants.

## Livres
- Introduction to Space Science (1965) (Co-autheur: Gilbert D. Mead)
- The nature of the lunar surface; proceedings of the 1965 IAU-NASA Symposium. (1966)
- The Radiation Belt and Magnetosphere (1968)
- Weather and Climate Modification (1974)
- The Amoco Cadiz oil spill : a preliminary scientific report (1978)

## Récompenses
- 1965 - Prix Arthur S. Flemming
- 1969 - Prix NASA Group Achievement
- 1969 - Prix de l’Institut américain d'aéronautique et d'astronautique George Edward Pendray
- 197x - D. Sc. Honoraire, Oberlin College, Oberlin, OH